# Pfeilkreuz
Das Pfeilkreuz, auch als Strahlspitzenkreuz, Triangelkreuz oder Dreispitzenkreuz bezeichnet, ist eine gemeine Figur in der Heraldik.
Es wird durch ein gleichschenkliges Kreuz (alle Kreuzarme gleich lang) gebildet und seine Arme enden in einer Pfeilspitze. Die Pfeilspitze ist dem Bogenpfeil nachempfunden. Eine andere Bezeichnung ist Pfeilspitzenkreuz.
Bekannt wurde es durch die ungarischen Faschisten, die es als ihr Symbol verwendeten. Sie nannten sich der Kreuzform wegen Pfeilkreuzler. Die Verwendung des Symbols wurde demnach in Ungarn durch ein Verbot von Symbolen verschiedener diktatorischer Regime beschränkt.
Ein Pfeilkreuz findet sich auf dem Wappen der Marktgemeinde Sattledt.